# Oskar Backlund
Johan Oskar Backlund (Karlstad, Värmland, 28 de abril de 1846 - Púlkovo, San Petersburgo, Rusia, 29 de agosto de 1916) fue un astrónomo de origen sueco con nacionalidad rusa. En la nación donde trabajó la mayor parte de su vida, Rusia, es conocido como Óskar Andréievich Báklund (Оскар Андреевич Баклунд). Contrajo matrimonio con Ulrika Catharina Widebeck y fue padre del geólogo Helge Backlund y de la artista Elsa Backlund-Celsing.

## Biografía
Oskar Backlund se graduó como estudiante de astronomía por la Universidad de Upsala en 1866. Obtuvo el título de doctor en Filosofía en 1875, mientras fungía como astrónomo asistente en el Observatorio de Estocolmo. Emigró a Rusia al año siguiente.
Trabajó en el Observatorio de Dorpat —hoy de Tartu, Estonia— y posteriormente, en 1879, a petición de Otto Wilhelm von Struve, ingresó como sucesor de Fiódor Bredijin al Observatorio de Pulkovo, del cual, Backlund fue director desde 1985 hasta su deceso.
El también filósofo se especializó en la mecánica celeste y en particular, en el cálculo de la órbita del cometa 2P/Encke. Usó las observaciones del referido astro para estimar la masa de Mercurio. En el ámbito ruso, en ocasiones el cometa es llamado de manera no oficial como Encke-Backlund. Asimismo realizó estudios en el campo de la geodesia de 1898 a 1900 en la isla de Spitsbergen.
Oskar Backlund perteneció a la Academia de Ciencias de San Petersburgo —desde 1883—, la Real Academia de las Ciencias de Suecia —desde 1897— y la Royal Society de Londres —desde 1911—. En 1914 fue elegido como miembro honorario extranjero de la Academia Estadounidense de las Artes y las Ciencias.

## Premios
El astrónomo ruso-sueco fue acreedor de la Medalla de oro de la Real Sociedad Astronómica en 1909, y en 1914 la Sociedad Astronómica del Pacífico le galardonó con la Medalla Bruce. El asteroide (856) Backlunda fue nombrado así en honor de Johan Oskar, al igual que el cráter lunar Backlund.